# ووتون (باكينجهامشير)
ووتون (بالإنجليزية: Woughton)‏ هي قرية و أبرشية مدنية تقع في المملكة المتحدة في إنجلترا. يقدر عدد سكانها بـ 13,774 نسمة.